# ウコクの王女

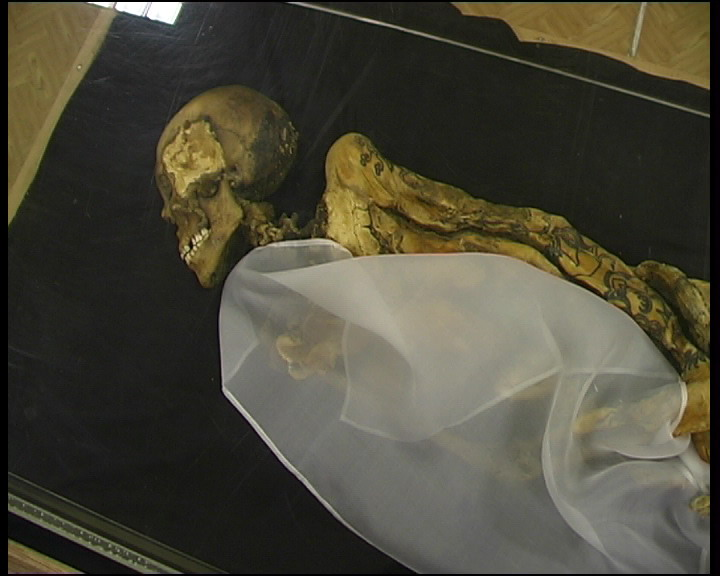
ウコクの王女のミイラ

ウコクの王女（ウコクのおうじょ、ロシア語: Принцесса Укока、英語: Princess of Ukok）はアルタイの王女（Altai Princess）、シベリアの氷の女性（Siberian Ice Maiden）などとも呼ばれ、ロシア連邦のシベリア地区のモンゴルとの国境・ウコク高原にあるアルタイ共和国のパジリク古墳群で発見された女性のミイラである。
ウコクの王女はノヴォシビルスクの考古学者であるナタリア・ポロシマクが率いる発掘チームにより1993年に発見され、同市の考古学研究所に置かれていたが、2012年にアルタイ共和国の首都・ゴルノアルタイスクのアノーヒン博物館へ戻された。 